# Distrito de Hidaybu

Hidaybu ocupa la zona oriental (derecha) de la isla de Socotra. En su zona norte se encuentra la capital Hadibu.

El distrito de Hidaybu es junto con el de Qulansiyah wa 'Abd-al-Kūrī uno de los dos distritos de la gobernación de Socotra, en la zona insular de Yemen. Ocupa la parte oriental de la isla principal del archipiélago de Socotra. Lleva el nombre de su capital, Hadibu, que también es la mayor ciudad de la isla. Otras ciudades son Qād̨ub y Howlf. En 2003 tenía una población de 34.011 personas.